# دیلیپ مهتا
دیلیپ مهتا (زاده ۱۹۵۲ در دهلی نو) عکاس خبری و کارگردان کانادایی متولد هند است. مهتا اوقات خود را در میان شهرهای نیویورک، دهلی و تورنتو می‌گذراند. آثار او به عنوان عکاس خبری در نشریات نیویورک تایمز، نیوزویک، نشنال جئوگرافیک و تایم چاپ شده است. پوشش خبری پنج ساله مهتا از فاجعه گاز سمی بوپال، جوایز متعددی از جمله جایزه وُرلد پِرِس و جایزه مطبوعات خارجی را برای او به ارمغان آورد.
اولین فیلم که او کارگردانی آن را بر عهده داشت، زن فراموش‌شده بود که از کار او هنگام ساخت فیلم آب الهام گرفته شده بود. او فیلم آشپزی با استلا (۲۰۰۹) را کارگردانی کرد و فیلمنامه آن را به همراه خواهرش دیپا مهتا نوشت. فیلم مستند او با عنوان بیشتر آفتابی محصول سال ۲۰۱۶، شرح حالی از بازیگر بالیوود و ستاره سابق فیلم‌های مستهجن، سانی لئونه است.

## فیلم‌شناسی

### فیلم‌ها
| سال  | نام فیلم       | کارگردان | نویسنده | تهیه‌کننده                            | عکس‌های فیلم | یادداشت‌ها                   |
| ---- | -------------- | -------- | ------- | ------------------------------------ | ----------- | --------------------------- |
| ۱۹۹۶ | آتش            | نه       | نه      | نه                                   | آری         | فیلم درام شهوت‌انگیز         |
| ۱۹۹۸ | زمین           | نه       | نه      | تهیه‌کننده خلاق                       | آری         | درام عاشقانه دوره زمانی     |
| ۲۰۰۵ | آب             | نه       | نه      | همکار تهیه‌کننده                      | نه          | فیلم درام                   |
| ۲۰۰۸ | زن فراموش شده  | آری      | نه      | نه                                   | نه          | فیلم مستند                  |
| ۲۰۱۲ | بچه‌های نیمه‌شب  | نه       | نه      | (تهیه‌کننده خلاق) \| (تهیه‌کننده مجری) | نه          | بر اساس رمانی از سلمان رشدی |
| ۲۰۱۵ | پیشنهاد        | نه       | نه      | همکار تهیه‌کننده                      | نه          | درام کوتاه                  |
| ۲۰۰۹ | آشپزی با استلا | آری      | آری     | نه                                   | نه          | فیلم کمدی                   |
| ۲۰۱۶ | بیشتر آفتابی   | آری      | آری     | نه                                   | نه          | فیلم مستند                  |